# Filtro di Lyot
Il filtro di Lyot è un filtro ottico composto da una lamina di un cristallo birifrangente interposta tra una coppia di polarizzatori fra loro paralleli e a 45° rispetto agli assi ottici della lamina. Prende il nome dall'astronomo francese Bernard Lyot.
L'onda ottica polarizzata dal primo polarizzatore incide sulla lamina e viene scomposta in due componenti secondo gli assi ottici della lamina. E  s è lo spessore della lamina  e n la rifrangenza del cristallo fra le due componenti vi è uno sfasamento 
{\displaystyle \phi ={\frac {2\pi ns}{\gamma }}}
I due fasci all'uscita vengono ricomposti nel polarizzatore d'uscita e interferendo realizzano una trasmissione  
{\displaystyle T=\cos ^{2}\left({\frac {\phi }{2}}\right)}
Accoppiando in serie più dispositivi è possibile aumentare la selettività del filtro fino ad ottenere larghezze di banda di un ordine di grandezza più strette di un filtro interferenziale.